# Norbert Bączyk
Norbert Bączyk (ur. 1979) – polski historyk wojskowości, dziennikarz militarny, publicysta oraz wydawca.

## Życiorys
W 1998 zdał maturę w III Liceum Ogólnokształcące im. gen. Józefa Sowińskiego w Warszawie. W 2003 ukończył z wyróżnieniem studia w Instytucie Archeologii Wydziału Historycznego Uniwersytetu Warszawskiego.
Był dziennikarzem „Polski Zbrojnej”. Jako redaktor naczelny lub wydawniczy kierował następującymi tytułami: „Poligon. Magazyn miłośników wojsk lądowych”,  „Przegląd Sił Zbrojnych”, „Wozy Bojowe Świata” i „Nowa Technika Wojskowa”. W 2014 założył wydawnictwo Libri Militari. W latach 2019–2021 był stypendystą Instytutu Pileckiego w ramach projektu „Terror niemiecki we wschodnich powiatach dystryktu warszawskiego Generalnego Gubernatorstwa w latach 1939–1944”.
Od 2021, wraz z Kamilem Kawalcem, prowadzi w serwisie YouTube Podcast Wojenne Historie, który zgromadził ponad 270 tysięcy subskrybentów (stan na sierpień 2025).

## Publikacje[6]
- Kielce 1945, Warszawa: Wydawnictwo Militaria 2003. ISBN 83-7219-168-9
- Warszawa 1944. Vol. 2, Warszawa: Wydawnictwo Militaria 2004. ISBN 8372191970
- Ardeny 1944-1945, Warszawa: Bellona 2004. ISBN 83-11-09842-5
- Pansarslaget vid Praga: juli-september 1944: IV/SS-Panzer-Korps mot 1:a vitryska fronten, N. Bączyk, R. Wennerholm, Sztokholm: Leandoer & Ekholm 2006. ISBN 91-975894-4-6
- Panzertruppen a Powstanie Warszawskie, Warszawa: Wydawnictwo Pegaz-Bis 2014. ISBN 978-83-60619-21-6
- Brückenkopf Warschau 1944: odcinek południowy: Karczew, Otwock, Celestynów, Wiązowna, N. Bączyk, G. Jasiński, H. Trzepałka, Warszawa: Libri Militari 2018. ISBN 978-83-953071-0-2
- Dawid kontra Goliat: niemieckie specjalne środki bojowe w Powstaniu Warszawskim, Warszawa: Instytut Pileckiego 2020. ISBN 978-83-66340-30-5
- Pantera. Najgorszy czołg Cz.I 1941-1943, Warszawa: Libri Militari 2022. ISBN 978-83-953071-3-3[7]
- Komendantura Wehrmachtu Warszawa i Grupa Korpuśna von dem Bach, N. Bączyk, P. Brudek, A. Chmielarz, G. Jasiński, Warszawa: Muzeum Powstania Warszawskiego 2024. ISBN 978-83-64308-56-7
- Historia lubi się powtarzać, N. Bączyk, K. Kawalec, Warszawa: Altenberg 2024. ISBN 978-83-66747-73-9
- Terror niemiecki w powiecie Garwolin 1939-1944, Warszawa: Instytut Pileckiego 2024. ISBN 978-83-67326-41-4